# He Zhen
Pour les articles homonymes, voir He.
Dans ce nom, le nom de famille, He, précède le nom personnel.
何震
He Zhen (chinois : 何震 ; pinyin : Hé Zhèn), née vers 1884, morte vers 1920, est une féministe et anarchiste chinoise.
He-Yin Zhen (chinois : 何殷震), qui comprend le nom de jeune fille de sa mère, est son nom de plume.

## Biographie
La vie de He Zhen est mal connue. Son nom de naissance est He Ban, et elle est originaire du Jiangsu. Elle semble avoir reçu une éducation de qualité, ses écrits dénotant une bonne connaissance des classiques et de la littérature chinoise. Elle épouse Liu Shipei en 1903, et les époux vont vivre à Shanghai. Elle adopte le surnom de Zhen (« coup de tonnerre ») lors de son séjour à Tokyo.
En raison des activités anti-mandchous de Liu Shipei, celui-ci se réfugie au Japon en 1907, accompagné de sa femme, He Zhen, où ils forment le « groupe des anarchistes chinois de Tokyo » (1907-1909). Celle-ci y organise une association féministe, la Nüzi fuquan hui (en), et fonde en compagnie de Liu Shipei et du révolutionnaire Zhang Ji le Tianyi bao (Justice naturelle),, journal de cette association féministe, qui paraît à Tokyo de 1907 à 1908. La plus ancienne traduction du Manifeste du parti communiste en chinois (le premier chapitre) y est publiée en 1908.

## Féminisme et anarchisme
L'émergence du féminisme en Chine, à la fin de la dynastie Qing, est étroitement liée au nationalisme, en particulier anti-mandchou. L'idée est que la Chine a besoin de ses femmes autant que de ses hommes pour se régénérer. Les réformistes Kang Youwei et son disciple Liang Qichao condamnent ainsi la place traditionnellement dévolue à la femme. Jusque dans les premières années du xxe siècle de nombreuses associations féministes sont créées dans cette optique, et la patriote et féministe Qiu Jin meurt en martyre du mouvement anti-mandchou en 1907.
Entre 1906 et 1911 émerge un courant féministe libertaire qui, en la reliant au problème plus large de l'oppression et de la liberté, contribue à détacher la question féminine du nationalisme. He Zhen est une figure de ce mouvement.
Pour He Zhen, la dépendance dans laquelle se trouvent les femmes a son origine dans la nécessité de se nourrir, liée à l'inégale répartition des richesses. Les domestiques, les ouvrières et les prostituées, mais aussi les épouses et les concubines, en subissent tout particulièrement les effets. Elle constate notamment que prétendre que la prostitution serait un métier comme les autres tendrait à faire oublier les conditions particulières dans lesquelles il se réalise. L'indépendance des femmes va de pair avec une révolution de type anarcho-communiste dans les domaines de l'économie, de la politique ou en matière de classes. Si l'ancienne société faisait des femmes des jouets, le capitalisme venu d'Occident en fait aussi des outils. Dans le domaine de la culture, elle s'oppose au confucianisme, porteur des valeurs patriarcales.

## Influence
La plupart des écrits féministes de Zhen ont été écrits lorsqu'elle et son mari résidaient au Japon, et l'influence de son féminisme sur la première communauté féministe chinoise n'est pas claire. Néanmoins, ses opinions féministes ont eu une influence sur le mouvement du 4 mai et ont été particulièrement reprises par les femmes intégrées au mouvement communiste.  Son influence sur le développement de l'anarchisme parmi les savants chinois a été également significative. L'anarchisme fut d'abord documenté et présenté aux étudiants internationaux chinois à Tokyo dans les traductions japonaises d'œuvres anarchiques occidentales. Les étudiants chinois au Japon l'adoptèrent alors comme une issue aux problèmes chinois contemporains et cherchèrent avec une solution pour la jeune république née après la révolution de 1911.
Zhen se trouvait parmi les érudits développant leur propre compréhension de l'anarchisme. Ses travaux, dont des articles dans la revue Tianyi boa (en mandarin : 天義報 ; Journal of Natural Justice) ont influencé le développement de l'anarchisme en Chine. Tianyi boa a également publié la première traduction en mandarin du Manifeste du parti communiste. Le mari de Zhen, Liu Shipei, a également soutenu l'idéologie, bien qu'il se soit étroitement engagé avec les personnages militaires des seigneurs de guerre chinois.

## Traductions en français
- La Revanche des femmes, He-Yin Zhen (traduction de Pascale Vacher), éditions de l'Asymétrie, 2017. Préface de Jean-Jacques Gandini, postface de Marine Simon.

Cette édition contient six articles originellement parus dans la revue Tianyi en 1907 : "La question de la libération des femmes", "Révolution économique et révolution des femmes", "La Revanche des femmes", "l'Anti-militarisme des femmes", "Manifeste féministe" et "Ce que les femmes devraient savoir à propos du communisme".

## Traductions en anglais
L'ouvrage de Liu, Karl et Ko (voir Bibliographie) contient les textes suivants de He Zhen, tous parus dans Tianyi en 1907 :
- « On the Question of Women’s Liberation » [Sur le problème de la libération des femmes], « On the Question of Women’s Labor » [Sur le problème du travail des femmes], « Economic Revolution and Women’s Revolution » [Révolution économique et révolution des femmes], « On the Revenge of Women » [Sur la revanche des femmes], « On Feminist Antimilitarism » [Sur l’antimilitarisme féministe], « The Feminist Manifesto » [Le Manifeste féministe].
- (en) « Women's Liberation », 1907, in Robert Graham, Anarchism : A Documentary History of Libertarian Ideas - Volume I - From Anarchy to Anarchism (300 CE to 1939), Montréal/New-York/London, Black Rose Book, 2005, p. 336-341.

### Articles
- Wang Xiaoling, Liu Shipei et son concept de contrat social chinois, Études chinoises, 1998, lire en ligne.
- Sebastian Veg, Démocratie, anarchisme et révolution littéraire dans la Chine du 4 mai, Études littéraires, vol. 41, no 3, 2010, p. 87-102.
- Francis Dupuis-Déri, « Les anarchistes et la prostitution : perspectives historiques », Genres, sexualité & société, no 9, printemps 2013, [lire en ligne].
- Jean-Jacques Gandini, « Notes sur l’anarchisme chinois dans la première moitié du vingtième siècle », À contretemps, no 45, mars 2013, [lire en ligne].
- Agathe Senna, Petite histoire de l’anarchisme chinois - He Zhen : paroles d’une anarcho-féministe, partie 2/4, Lundi matin, 8 janvier 2018, [lire en ligne].